# Ревин, Алексей Иванович
Алексей Иванович Ревин (19 сентября 1904, Калязинский район — 9 октября 1974, Москва) — советский хозяйственный, государственный и политический деятель.

## Биография
Родился в 1904 году в деревне Лодыгино. Член КПСС с 1928 года.
Выпускник Коммунистического института журналистики (1932) и Высшей партийной школы при ЦК КПСС. С 1924 года — на хозяйственной, общественной и политической работе. В 1924—1974 гг. — типографский рабочий, инженер-типографист в типографии и издательстве газеты «Правда», с 1937 г. директор издательства «Правда», заведующий ОГИЗ при Совете Министров СССР. С 1949 г. и до конца жизни — директор издательства «Советская энциклопедия».
Умер в Москве в 1974 году.

## Награды
Награждён 3 орденами Трудового Красного Знамени, а также медалями.